# Orimarga (Orimarga) lanei
Orimarga (Orimarga) lanei is een tweevleugelige uit de familie steltmuggen (Limoniidae). De soort komt voor in het Neotropisch gebied.